# Апостол Колчев
Апостол Илиев Колчев е български генерал и политик от БКП.

## Биография
Роден е на 20 октомври 1913 г. в Габрово. Членува в РМС от 1927, а в БКП от 1934 г. От 1938 г. е член на ЦК на РМС. В периода 1936 – 1938 г. учи в Ленинската школа в Москва. Участва в комунистическата съпротива срещу Нацистка Германия в България. Между 1941 и 1943 г. лежи в лагерите „Гонда вода“ и „Кръстополе“. През пролетта на 1944 г. отново е арестуван и осъден на 15 години затвор.
След 9 септември 1944 г. излиза от затвора и започва работа като организационен секретар на ЦК на РМС. На 27 декември 1948 г. на V конгрес на БКП е избран за кандидат-член на ЦК на БКП, а от 7 юни 1950 г. става член на ЦК на БКП и остава такъв до 1962 г. До 1951 г. е завеждащ отделите „Деловодство“ и „Организационен“ при ЦК на БКП. Генерал-майор от 9 февруари 1951 г. През април 1951 г. е назначен за помощник-министър на МВР. Отговаря за следственото дело срещу Славчо Трънски, Здравко Георгиев, Денчо Знеполски и Делчо Симов. По думите на Колчев, той се противопоставя на опита за манипулация на процеса от страна на съветския съветник Степан Филатов и два пъти говори с Георги Цанков, че показанията на четиримата не са истински, като накрая съветника е отзован. От четиримата само Знеполски остава в ареста.
От 1961 до 1962 г. е първи заместник-министър на МВР. На 17 март 1962 г. е назначен за секретар на Президиума на Народното събрание. Участва в комисията, която проверява условията в лагера в Ловеч. Бил е посланик в Мароко, Виетнам (до 1973), отговарящ и за Лаос.
Герой на социалистическия труд на България (1983) и носител на два ордена „Георги Димитров“ (1973, 1983). В централния държавен архив има фонд на негово име ЦДА-12, фонд 3104Б.